# Josef Bloderer
Josef Bloderer (* 24. Dezember 1914 in Linz; † 1994) war ein österreichischer Widerstandskämpfer gegen den Nationalsozialismus.

## Leben
Bloderer lebte als Kind bei seinen Großeltern in Molln und besuchte, nachdem er zu seiner Mutter gezogen war, die Volks- und Bürger-(Haupt-)Schule. Danach absolvierte er eine Lehre bei einem Bäcker in Sierning. Schon in jungen Jahren war er bei sozialdemokratischen Organisationen aktiv: So gehörte er der „Freien Schule Kinderfreunde“ an, war Mitglied der Sozialistischen Arbeiterjugend und wurde deren Obmann in Sierning. Nach einer dreiwöchigen Inhaftierung in Folge des Februaraufstands des Republikanischen Schutzbundes im Jahr 1934 verlor er seinen Arbeitsplatz als Bäcker. Nachdem er wie viele seiner Freundinnen und Freunde zum (für illegal erklärten) Kommunistischen Jugendverband (KJV) übergetreten war, wurde er im Oktober 1934 wegen seiner politischen Tätigkeit verhaftet und zu sechs Wochen Polizeihaft verurteilt. Nach der Entlassung bildete er sich weiter, um als angelernter Schlosser in den Steyr-Werken arbeiten zu können. Anfang 1936 wurde er wieder verhaftet und zu einer sechsmonatigen Polizeistrafe verurteilt, die er im Anhaltelager Wöllersdorf verbüßen sollte. Im Dezember 1936 erfolgte seine Haftentlassung, wieder war er ohne Arbeitsplatz. Im Jahr 1937 war er eine Zeit lang für den KJV in Wien als Instruktor für die Arbeit unter Jugendlichen aktiv und wurde innerhalb der Partei in der Steiermark und Kärnten verwendet. Bloderer erkrankte schwer an Kinderlähmung und kehrte schließlich, obwohl er dort gesucht wurde, nach einer heimlichen Krankenhausbehandlung in seine Heimatstadt Steyr zurück. Hier arbeitete er wieder für den KJV.
Am 11. Jänner 1938 erfolgte eine neuerliche Verhaftung, kurz vor dem Anschluss Österreichs an das Deutsche Reich am 12. März 1938 wurde er amnestiert, kam jedoch noch im März für drei Wochen in „Schutzhaft“ – nun in jene der Nationalsozialisten. Im Juni des Jahres konnte er wieder bei den Steyr-Werken zu arbeiten beginnen und im Juli heiraten, Anfang Oktober 1938 folgte jedoch die nächste dreiwöchige „Schutzhaft“. Im Juli 1939 wurde er zur Wehrmacht eingezogen und musste als Sanitäter an den Überfall auf Polen und am Westfeldzug teilnehmen. Im Jahr 1940 erhielt er auf Ansuchen der Steyr-Werke Rüstungsurlaub und wurde schließlich 1942 aus der Armee entlassen, da er „unabkömmlich“ gestellt worden war. Nach der Rückkehr wurde er in einer Führungsposition für die KPÖ aktiv und half als Leiter einer Widerstandszelle in den Steyr-Werken mit, den antifaschistischen innerbetrieblichen Widerstand zu organisieren. Im September 1942 wurde Bloderer im Steyr-Werk von der Gestapo verhaftet.
Er wurde 1943 vor Gericht gestellt, aufgrund eines erzwungenen Geständnisses kam es aber zu keinem Urteil. Von September 1943 bis Mai 1944 standen Bloderer und seine Genossen wieder vor Gericht.
Im Rahmen der zweiten Verhandlung am 23./24. Mai 1944 wurden Bloderer und fünf weitere aus dem Bezirk Steyr stammende Widerstandskämpfer vom 5. Senat des Volksgerichtshofes zum Tode verurteilt, weil sie durch die „Gründung und Beteiligung an einer marxistischen Unterstützungsaktion nach Art der Roten Hilfe den Hochverrat vorbereitet“ und „dadurch zugleich den Feind begünstigt“ hätten.
Von Mai bis November 1944 saß er in der Todeszelle im Gefängnis München-Stadelheim, viele seiner Mithäftlinge wurden in dieser Zeit hingerichtet. Nach zwei Monaten in der Zelle wurde Bloderer mit seinen Genossen Franz Draber und Karl Punzer zusammengelegt. Am 30. November 1944 wagten die Drei, während sie Reinigungsarbeiten zu verrichten hatten, einen Fluchtversuch durch eine unversperrte Tür des Gefängnisses. Nur Karl Punzer wurde von den Wachen gefangen und fünf Tage danach hingerichtet. Draber und Bloderer gelang die Flucht – Bloderer konnte sich zunächst unter Grabkränzen auf einem Friedhof verstecken. Zu Fuß und ohne Nahrung gelangte er schließlich – mit Zwischenstationen in verschiedenen Verstecken – zurück auf österreichisches Gebiet. Am 8. Dezember kam er nach Leonstein, wo er bei einem Bekannten Zuflucht fand.
Die Steyrer Kommunistin Elisabeth Fürschuß überbrachte ihm ins Steyrtal gefälschte Ausweispapiere, aus denen hervorging, kriegsbeschädigt und U.K. (unabkömmlich) zu sein, Lebensmittel und eine Pistole 08. Bis zur Jahreswende 1944/45 konnte sich Bloderer auf dem Heuboden eines Bauern und schließlich bis Ende April 1945 bei der Familie Wiesenberger in Kleinreifling verstecken. Anfang Mai verließ Bloderer das Ennstal und beteiligte sich am (Wieder-)Aufbau der Kommunistischen Partei und einer demokratischen Stadtverwaltung in Steyr-Ost.
Ab September 1945 saß er im ersten Steyrer Gemeinderat der Zweiten Republik.
Nach dem Ende des NS-Regimes wurde Bloderer Bezirksobmann der KPÖ in Steyr und Mitglied der Landesleitung in Oberösterreich, von Februar 1946 bis April 1948 war er Landessekretär der KPÖ. Auch erlebte er seine achte Verhaftung – die US-amerikanische Besatzungsmacht brachte ihn in Verbindung mit einem Sprengstoff-Fund. Bloderer heiratete nach dem Krieg zum zweiten Mal und arbeitete jahrelang als Personalchef in einem Großbetrieb in Niederösterreich; bis zu seiner Pensionierung war er in der Privatwirtschaft tätig.
1979 erhielt er vom Bundespräsidenten das Ehrenzeichen für Verdienste um die Befreiung Österreichs. Josef Bloderer starb im Jahr 1994. Im Wohngebiet Gründberg-Föhrenschacherl-Staffelmayrgründe im Westen von Steyr wurde die Josef-Bloderer-Straße nach ihm benannt. (Unweit davon eine nach Draber und im Osten in Steyr-Münichholz eine nach Punzer.)